# Reilhanette
 Reilhanette  là một xã thuộc tỉnh Drôme trong vùng Auvergne-Rhône-Alpes ở đông nam nước Pháp. Xã Reilhanette nằm ở khu vực có độ cao trung bình 568 mét trên mực nước biển.